# Antonio Frosini
Antonio Frosini (né le 8 septembre 1751 à Modène, en Émilie-Romagne, alors dans le duché de Modène et mort le 8 juillet 1834 à  Rome) est un cardinal italien du XIXe siècle.
Par sa mère, il est de la famille des cardinaux Filippo Carandini (1787) et Ercole Consalvi (1800).

## Biographie
Antonio Frosini commence une carrière de chambellan auprès de la cour du duc François III de Modène et comme ministre plénipotentiaire à Vienne.
Après son retour de Vienne, il entre le service du Saint-Siège. Il exerce diverses fonctions au sein de la Curie romaine, notamment à la Congrégation des indulgences et comme gouverneur de Montalto, d'Ancône, de Spolète et de Civitavecchia.
Pendant l'occupation de l'Italie par les Français, il se refuge à Florence. En 1810, il est contraint de s'exiler à Paris. Après la chute de Napoléon, Antonio Frosini devient notamment prélat au Tribunal suprême de la Signature apostolique et, en 1816, président d'une commission spéciale pour systématiser l'agriculture de riz dans les légations de Bologne et Ferrare et pour régulariser le nouveau drainage de Polesine di S. Giorgio dans la vallée de Comacchio. En 1817 il devient majordome et préfet du Palais apostolique.
Le pape Pie VII le crée cardinal lors du consistoire du 10 mars 1823. Il est préfet de la Congrégation des indulgences à partir de 1826 et camerlingue du Sacré Collège en 1827-1828.
Le cardinal Frosini participe au conclave de 1823 lors duquel Léon XII est élu pape, au conclave de 1829 (élection de Pie VIII) et au conclave de 1830-1831 (élection de Grégoire XVI).

### Sources
- Fiche du cardinal Antonio Frosini sur le site fiu.edu